# 国鉄シム1形貨車
国鉄シム1形貨車（こくてつシム1がたかしゃ）は、1920年（大正9年）から1987年（昭和62年）にかけて製作された15トン積み低床式/平床式大物車である。大正期には明治44年称号規程によりホシウ70形に分類されていたが、ホシウ70形の18両のうち、15トン積みの10両が昭和3年称号規程でシム1形となった。また、昭和3年称号規程に改正後に24両が新造されている。この記事では、シム1形のうち6両がヨンサントオ（昭和43年10月ダイヤ改正）に伴う65 km/h制限適用により編入された国鉄シム200形貨車についても説明する。

## 背景
明治44年称号規定において同じホシウ70形に分類されていたシ1形・シ10形同様、鉄道車両メーカーが製造した鉄道車両を納入先に輸送することが当初の目的として製造された。鉄道車両の納入に際しては、それまで長物車を用いていたが、ボギー車化の進展などに伴って、その床下機器などが支障するようになってきた。シム1形は、この床下機器等を回避するために低床部を設けたのが特徴で、低床式といいながら大正期に製造されたものではこの低床部に荷重を掛けることはできなかった。後に化学プラントなどの輸送にも用いられる目的で追加製造が行われている。

## シム1形の各タイプ
シム1形は大きく9つのグループに分けられる。うち8つは低床式、1つは平床式であった。いずれも鉄道車両メーカーが自社で製作し所有していた、主に鉄道車両輸送用の車両であった。

### シム1 - シム10

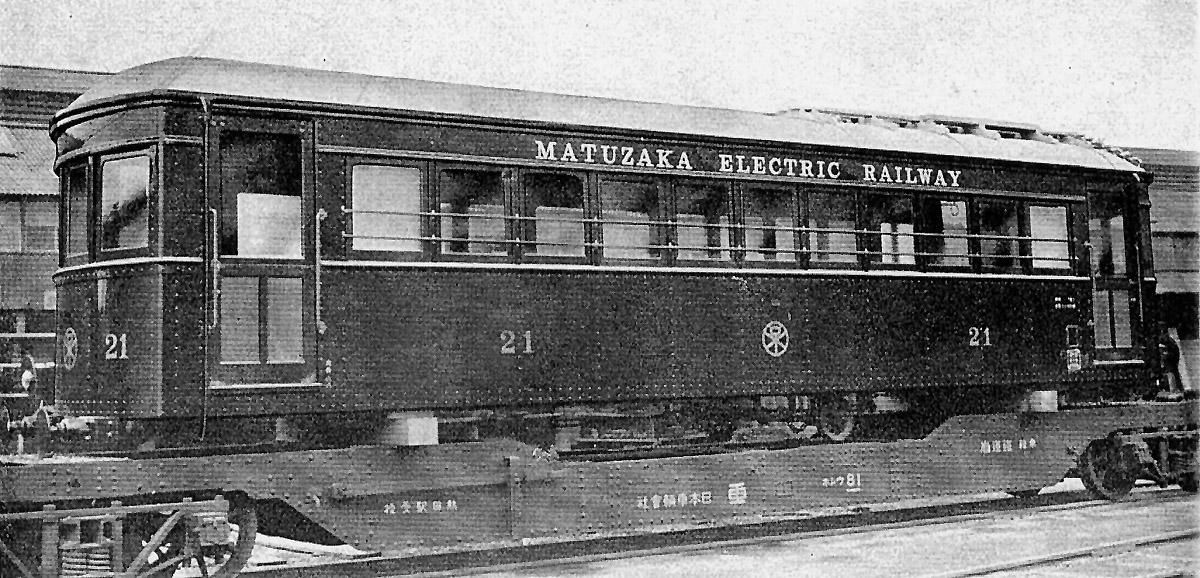
松阪鉄道向け車両輸送に用いられているホシウ81、1928年頃

シム1 - シム10の10両は、ホシウ70形のホシウ70 - ホシウ73、ホシウ80 - ホシウ82、ホシウ85 - ホシウ87として1920年（大正9年）から1925年（大正14年）にかけて製造された。日本車輌製造本店製造・所有の私有貨車であった。このうちホシウ70 - 73の4両の時点ではシ1形とほとんど同形で、補強のためのトラス棒を車体に備えた鋲接構造で、全長14,935 mm、荷重10 tであった。しかし1922年（大正11年）に荷重を15 tに拡大する改造が行われ、このときにトラス棒のない魚腹形側梁を備えた形態となった。以降の6両は当初からこの形態で製造された。
当初は菱枠台車を装備していたが、1961年（昭和36年）にベッテンドルフ式のTR41C形台車に交換された。昭和43年10月ダイヤ改正に際しては、当初は75 km/h走行不適合と判定されて一時期65 km/h制限を示す黄帯を巻いていたが、すぐに75 km/h走行対応と判定しなおされている。常備駅は熱田駅・蕨駅・豊川駅などで、後期には新幹線輸送用の控車などとして用いられた。1973年（昭和48年）1月19日に2両（シム3・シム4）が廃車となり、さらに1975年（昭和50年）12月から1976年（昭和51年）8月にかけて残りの8両も廃車となった。

### シム11・シム12・シム15・シム16
シム11・12・15・16の4両は、1948年（昭和23年）から翌年に掛けて製造された。日立製作所製造・所有の私有貨車であった。形態はシム1 - シム10とほとんど同じであるが、全長14,935 mmで、シム11・シム12とシム15・シム16では低床面の高さや長さに若干の差異があった。シム15は1962年（昭和37年）にモノレール輸送ができるように改造された。菱枠台車装備で、ヨンサントオに際しては75 km/h走行不適合と判定されて65 km/h制限のシム200形へ編入され、シム211・シム212・シム215・シム216となった。常備駅は下松駅であった。1974年（昭和49年）から1975年（昭和50年）にかけてすべて廃車となった。

### シム13・シム14・シム17
シム13・シム14・シム17の3両は、1949年（昭和24年）から翌年にかけて製造された。新潟鐵工所製造・所有の私有貨車であった。全長が15,600 mmとやや長く、鋲接と溶接を併用して組み立てた車体となっていた。TR20形台車を装備し、ヨンサントオに際しても75 km/h走行に対応した。常備駅は東新潟港駅であった。1987年（昭和62年）3月にすべて廃車となった。

### シム18・シム19
シム18・シム19の2両は、1958年（昭和33年）に製造された。日立製作所製造・所有の私有貨車であった。他のシム1形と異なり、この2両は化学プラント輸送などを主な目的としており、全長18,800 mmとかなり長い設計になっていた。これに伴い低床部も長くなっており、このために各種の輸送に重宝されていた。台車はC-1形であった。1962年（昭和37年）からシム15と同じようにモノレール輸送用にも対応した。1965年（昭和40年）2月に、吹田操車場で入換作業中に分岐器の途中転換が起きて脱線事故を起こした。これは、台車間の距離が長すぎて途中転換を防止する機構がうまく働かなかったためで、1966年（昭和41年）に対策として車体を1,550 mm短縮する工事を行っている。1969年（昭和44年）2月にシム200形へ編入され、シム218・シム219となった。常備駅は下松駅であった。1980年（昭和55年）11月20日に2両とも廃車となった。

### シム101 - シム104
シム101 - シム104の4両は、1964年（昭和39年）から1967年（昭和42年）にかけて製造された。東急車輛製造・所有の私有貨車であった。番号は間にシム20形をはさんでいるが、シム1形の一部である。全長は15,500 mmで、すべて溶接で組み立てられていた。台車はTR41形であった。主に新幹線車両輸送用の控車として用いられた。常備駅は逗子駅であった。1991年（平成3年）10月にシム101・シム102が後述するシム1001・シム1002に改造された。1994年（平成6年）3月に残りの2両は廃車となった。

### シム105 - シム107
シム105 - シム107の3両は、1969年（昭和44年）2月20日に製造された。汽車製造東京支店製造・所有の私有貨車であった。同社所有のシ1形の老朽代替であった。当初は小名木川駅常備であったが、川崎重工業との合併に伴い同社所有で岡本駅常備となった。しかし合併に伴い用途がなくなったことから、1973年（昭和48年）までに廃車となった。

### シム110 - シム115
シム110 - シム115の6両は、1976年（昭和51年）5月から8月に掛けて製造された。日本車輌製造本店製造・所有の私有貨車である。同社所有の大正時代に製造されたシム1形の老朽化に伴い、同じ形式の新造で代替したものである。全長15,200 mmで台車はベッデンドルフ形状のTR225形をベースにした本形式専用のTR228形を装備する。常備駅は豊川駅で、車両輸送の控車などに用いられている。2017年（平成29年）時点でシム111、110計2両は確認されているが、シム112～115の4両は現状不明である。

### シム116・シム117
シム116・シム117の2両は、1987年（昭和62年）5月22日に製造された。日本車輌製造本店製造・所有の私有貨車である。名義上は新製であったが、実際にはチキ7000形長物車のチキ7049・チキ7068を改造した車両である。このことから、他のシム1形がいずれも低床式であるのに対して、台枠がフラットな平床式車両となっている。全長13,900 mmで台車はTR213B-1形である。常備駅は豊川駅で、車両輸送の控車などに用いられている。2017年（平成29年）に2両とも全般検査に入場しているが、以降は運用が確認されていない。なお、形式の最初のシム1が製造された1920年から、これらの2両が製造された1987年まで、67年にわたって同一形式が製造されたのは日本の鉄道史上最長記録である。

### シム1001・シム1002
シム1001・シム1002は、1991年（平成3年）10月に東急車輛製造がシム101・シム102を改造したものである。東日本旅客鉄道（JR東日本）向けの新幹線車両輸送用に、一方の端の連結器の位置を高くしたもので、こちらの側では一般車と連結できず、シム1001・シム1002の間でのみ連結できる。常備駅は川崎貨物駅で、2006年（平成18年）時点で2両とも現存する。

### モノレール輸送用梁
シム16・シム18・シム19は、1962年（昭和37年）にモノレール車両の輸送ができるように改造された。この際に、モノレール輸送専用の梁を製造している。跨座式モノレールの車両を跨らせて輸送できるように幅800 mmという細長い車体を製造したもので、従来の低床式の車体を交換して使用できるようになっていた。道路輸送時にもこの梁をそのまま使うようになっていた。